# Hevossaari (ö i Kymmenedalen, Kotka-Fredrikshamn, lat 60,53, long 27,04)
Hevossaari är en ö i Finland.   Den ligger i kommunen Fredrikshamn i  landskapet Kymmenedalen, i den södra delen av landet, 120 km öster om huvudstaden Helsingfors.